# Libystica eucampima
Libystica eucampima là một loài bướm đêm trong họ Noctuidae.